# František Borový
František Borový (31. leden 1874 Praha – 20. březen 1936 Praha) byl český nakladatel.

## Život
Narodil se v rodině statkáře z Jílového u Prahy Františka Borového (1844–1907). Jeho otec byl od roku 1877 společníkem MUDr. Alfreda Slavíka (1847–1907) v nakladatelství Slavík a Borový (1877–1883).
Po maturitě na Akademickém gymnáziu v Praze odešel studovat veterinární lékařství do Vídně, aby v budoucnosti převzal rodinný statek. Pro otcovo onemocnění se ale vrátil domů a studia nedokončil. Nakladatelství převzal jeho bratr Josef, který vystudoval elektrotechniku na pražské technice. Ten ale v roce 1898 náhle zemřel a úřady nedovolily převod nakladatelské koncese na Františka Borového mladšího. Tak byla činnost vydavatelství Fr. Borový přerušena (1898–1912).
Aby mohl získat tuto koncesi zpět, nastoupil do nakladatelství Jan Otto, kde pracoval jako účetní a disponent. Současně studoval na pražské technice národní hospodářství a účetnictví. V roce 1912 získal opět vydavatelskou koncesi a v dalším roce ji rozšířil o koncesi knihkupeckou. Firma se ale dostala do ekonomických potíží a v roce 1928 ji převzal Jaroslav Stránský. Původní název nakladatelství ale zůstal zachován . František Borový zůstal ředitelem. Tohoto místa se v roce 1931 vzdal.
S manželkou Františkou, roz. Odlovou (1876–1932) měl dceru Jaroslavu (* 1905). Zemřel 20. března 1936 a je pochován na pražském Vinohradském hřbitově (odd. 20, hrob 162).

## Vydávané tituly
Za vedení Františka Borového vycházela v nakladatelství především původní česká tvorba. Dále vydával díla cestopisná a odbornou literaturu. V menší míře vydával i překlady. V roce 1932 přešli do jeho nakladatelství z nakladatelství Aventinum Josef a Karel Čapkové.
Na typografické úpravě vydávaných titulů se podíleli například Vratislav Hugo Brunner, Josef Čapek, František Kysela, František Muzika, Vlastimil Rada nebo František Tichý.

### Časopisy (výběr)
- Červen (Stanislav Kostka Neumann) – od roku 1918; současně byly vydávány i knižní tituly v Knižnici Června
- Jeviště (Jindřich Vodák)
- Kmen (František Xaver Šalda)
- Plán (Josef Hora)
- Přítomnost (Ferdinand Peroutka)
- Šibeničky (Eduard Bass)